# Les Vacances de Jésus et Bouddha
Les Vacances de Jésus et Bouddha (聖☆おにいさん, Seinto Onii-san), appelé également Saint Young Men, est un manga créé par Hikaru Nakamura mettant en scène Jésus et Bouddha en voyage sur Terre. Il est prépublié dans le magazine Monthly Morning Two de l'éditeur Kōdansha depuis 2006, et 22 tomes sont sortis en juillet 2025. La version française est éditée par Kurokawa, pour 20 tomes en janvier 2024
Un film d'animation produit par le studio A-1 Pictures sort le 10 mai 2013, générant 1 888 062 de dollars. À la même date, le manga s'est écoulé à plus de 9,5 millions d'exemplaires[réf. nécessaire].

## Synopsis
« Après l'effort, le réconfort », dit-on bien volontiers. Après des siècles de bons et loyaux services, deux amis décident de s'octroyer un peu de repos parmi la population tokyoïte. Sous le nom de Mrs Saint, ils louent un petit appartement en colocation et découvrent ensemble la vie terrestre.
Mais se familiariser avec la vie quotidienne, les us et coutumes, les aspects pratiques et financiers de l'humanité n'est guère de tout repos, surtout lorsque l'on s'appelle... Jésus et Bouddha ! Léviter dans les airs, faire malencontreusement briller ses auréoles en public, quand ce n'est pas transformer en vin l'eau du bain public ou faire jaillir du sol une source naturelle de Fanta raisin, tels sont les impondérables divins auxquels ils devront faire face. Cependant, ceci n'est rien comparé aux efforts qu'ils devront fournir pour se fondre dans la masse, passant du duo comique « Perma et Chevelu » à membres du milieu mafieux, un yakuza sympathique quoique zélé ayant pris Jésus pour le fils d'un parrain. Heureusement, ils pourront compter sur le soutien sans faille de leurs alliés, à savoir un disciple un peu trop enthousiaste, des animaux un peu trop enclins au sacrifice de leur vie pour nourrir et aider leurs créateurs, et une brochette d'archanges aussi maladroits qu'extravagants. Dure, la vie de divinité !

## Personnages
Les principaux :
- Siddhartha Gautama, alias Bouddha
- Jésus de Nazareth, alias Jésus-Christ

Les personnages chrétiens :
- Dieu, père de Jésus et apparaît sous forme de colombe
- Marie, mère de Jésus
- Joseph, père nourricier de Jésus
- Michel, archange
- Gabriel, archange
- Raphaël, archange
- Uriel, archange
- Lucifer, l'ange déchu et frère de Michel
- Pierre, apôtre
- André, apôtre
- Judas, apôtre
- Thomas, apôtre
- Jacques, apôtre
- Jean, apôtre et petit frère de Jacques
- Noé
- Valentin de Terni
- Adam, le premier homme

Les personnages bouddhistes/hindouistes :
- Ananda, disciple
- Sariputta, disciple
- Moggallana, disciple
- Shuddhodana, père de Bouddha
- Māyā, mère de Bouddha
- Rahula, fils de Bouddha
- Brahmā
- Asura
- Māra, démon
- Benzaiten

## Production
Hikaru Nakamura désirait faire un manga simple basé sur deux garçons amis qui discutaient ou faisaient des blagues entre eux. En faisant plusieurs croquis, elle s'est mise à dessiner Jésus, et a décidé d'en faire son héros, et de prendre Bouddha comme ami. Pour chaque chapitre, elle met entre trois et quatre jours pour écrire le scénario, trois jours pour les dessins puis plusieurs jours pour le peaufinage avec les assistants.

## Manga
La série écrite par Hikaru Nakamura est publiée dans le magazine Monthly Morning Two depuis 2006. Le premier volume relié est édité par Kōdansha le 23 janvier 2008. La série a été mise en pause entre septembre 2011 et mars 2012 à la suite de la grossesse de l'auteure,. Le 23 juillet 2025, 22 volumes ont été publiés au Japon.
La version française est éditée par Kurokawa.
En plus de la série, un guidebook est sorti le 23 avril 2013 ainsi que deux autres produits dérivés,.

### Liste des volumes
| no | Japonais          | Japonais          | Français          | Français          |
| no | Date de sortie    | ISBN              | Date de sortie    | ISBN              |
| --- | ----------------- | ----------------- | ----------------- | ----------------- |
| 1 | 23 janvier 2008   | 978-4-06-372662-6 | 10 mars 2011      | 978-2-35142-587-9 |
| Liste des chapitres : - 01 : Le repos du bouddha - 02 : Étrange pèlerinage - 03 : Un autre paradis - 04 : Premiers pas sur scène - 05 : Ô mon hobby - 06 : Summer jam au gymnase - 07 : Rien n'est impossible à Jésus et Bouddha - 08 : Messe d'automne |                   |                   |                   |                   |
| 2 | 23 juillet 2008   | 978-4-06-372720-3 | 8 septembre 2011  | 978-2-35142-588-6 |
| Liste des chapitres : - 09 : Holy birthday - 10 : Auto-sanctification - 11 : Hospital fever - 12 : Un prince trop bien portant - 13 : Le parc le plus proche du paradis - 14 : Pèlerinage - 15 : Couple, ablutions et un peu de vin |                   |                   |                   |                   |
| 3 | 23 mars 2009      | 978-4-06-372784-5 | 8 mars 2012       | 978-2-35142-589-3 |
| Liste des chapitres : - 16 : Les chasseurs de fraîcheur - 17 : Un miracle immobilier - 18 : Un voyage paradisiaque - 19 : Angels - 20 : Charité chrétienne à consommer avec modération - 21 : Seigneur, quelle saleté ! - 22 : Changement de carrière |                   |                   |                   |                   |
| 4 | 23 octobre 2009   | 978-4-06-372842-2 | 13 septembre 2012 | 978-2-35142-616-6 |
| Liste des chapitres : - 23 : Extreme Chocolate - 24 : Célébration d'anniversaire - 25 : Tenue de moine moderne - 26 : Ondées avec éclaircies - 27 : Bon, et l'Obon ? - 28 : Saints en réseau - 29 : Brigade pommière ! |                   |                   |                   |                   |
| 5 | 21 mai 2010       | 978-4-06-372906-1 | 14 mars 2013      | 978-2-35142-617-3 |
| Liste des chapitres : - 30 : La tour de Tokyo - 31 : La tornade de Tachikawa ! - 32 : Un hiver au chaud - 33 : Rassemblement du jour de l'an - 34 : Saint Pompier - 35 : Saint Second Anniversaire - 36 : À l'assaut de Shibuya |                   |                   |                   |                   |
| 6 | 24 décembre 2010  | 978-4-06-372962-7 | 12 septembre 2013 | 978-2-35142-920-4 |
| Liste des chapitres : - 37 : La sagesse du dentiste - 38 : No Music, No Life - 39 : Allez viens ! On est bien au paradis ! - 40 : Saint Beach Boys - 41 : Ratage athlétique - 42 : Bouclage dessiné - 43 : Jésus-O'Lantern |                   |                   |                   |                   |
| 7 | 21 octobre 2011   | 978-4-06-387026-8 | 13 mars 2014      | 978-2-35142-925-9 |
| Liste des chapitres : - 44 : L'amour d'une mère - 45 : Huit millions quatre-vingt dix neuf - 46 : Les liens pesants du passé - 47 : Prouve que tu existes ! - 48 : Des histoires pour enfant - 49 : Courtoisie d'été - 50 : À l'assaut du typhon |                   |                   |                   |                   |
| 8 | 3 décembre 2012   | 978-4-06-387168-5 | 11 septembre 2014 | 978-2-35142-978-5 |
| Le tome 8 (ISBN 978-4-06-358420-2) est également sorti en édition limitée contenant un DVD.Liste des chapitres : - 51 : Aucun problème ! - 52 : Tout roule ! - 53 : Le secret des idoles - 54 : La séparation de la tablette de chocolat - 55 : Vacances ailleurs qu'à Tachikawa - 56 : Vacances ailleurs qu'à Tachikawa (plus exactement à Okinawa !) - 57 : Vacances... toujours à Okinawa !                                                                                           |                   |                   |                   |                   |
| 9 | 23 août 2013      | 978-4-06-387232-3 | 12 mars 2015      | 978-2-36852-095-6 |
| Le tome 9 (ISBN 978-4-06-358461-5) est également sorti en édition limitée contenant un DVD.Liste des chapitres : - 58 : Jouons ensemble ! Et disons-nous adieu... - 59 : Who killed the radio star ? - 60 : Le bonheur, dedans ! Le diable, aussi ! - 61 : La fête des poupées - 62 : Battle Royale aux exams - 63 : Au doigt et à l'œil ! - 64 : La fugue du fils prodige - Bonus 1 : Ils peuplent la surface de la Terre (et l'air aussi) - Bonus 2 : 35 heures au plus haut des cieux |                   |                   |                   |                   |
| 10 | 23 mai 2014       | 978-4-06-388334-3 | 10 septembre 2015 | 978-2-36852-193-9 |
| Le tome 10 (ISBN 978-4-06-362274-4) est également sorti en édition spéciale.Liste des chapitres : - 65 : LIGHT OUR FIRE !! - 66 : Croquis à gogo - 67 : La nuit porte conseil - 68 : La nouvelle récolte est arrivée - 69 : L'infernal gredin en manteau rouge - 70 : Lock with you - 71 : White Saints - 72 : Sous le signe des cerisiers |                   |                   |                   |                   |
| 11 | 23 février 2015   | 978-4-06-388434-0 | 10 mars 2016      | 978-2-36852-216-5 |
| Le tome 11 (ISBN 978-4-06-358762-3) est également sorti en édition limitée.Liste des chapitres : - 73 : C'est pas toi, c'est … En fait si, c'est toi - 74 : Le démon de midi - 75 : Initial B - 76 : Fish and tips - 77 : Like / Marquer comme lu / Effacer - 78 : L'automne des morts-vivants - 79 : Captain Noé & the animals - 80 : Le triangle invisible |                   |                   |                   |                   |
| 12 | 20 novembre 2015  | 978-4-06-362317-8 | 8 septembre 2016  | 978-2-36852-394-0 |
| Le tome 12 (ISBN 978-4-06-362317-8) est également sorti en édition limitée.Liste des chapitres : - 81 : Roule-roule la roue roule - 82 : C'est quel jour, aujourd'hui ? - 83 : La divine crinière - 84 : Les voies de l'étirement - 85 : Cette obscure clarté qui tombe des étoiles - 86 : Les dieux venus du froid - 87 : Tachikawa bourgeonne-t-il ? - 88 : 0 de pointure |                   |                   |                   |                   |
| 13 | 21 octobre 2016   | 978-4-06-362339-0 | 11 mai 2017       | 978-2-36852-499-2 |
| Le tome 13 (ISBN 978-4-06-362339-0) est également sorti en édition limitée.Liste des chapitres : - 89 : Le club des mamans de Tachikawa - 90 : Les secrets de la pension - 91 : Le paradis du ski, le paradis au ski - 92 : L'Évangile en scène - 93 : L'Apocalypse pour petits et grands - 94 : Du pain & un autre truc - 95 : Combat d'égos IRL - 96 : Les saintes oreilles |                   |                   |                   |                   |
| 14 | 22 septembre 2017 | 978-4-065-10272-5 | 17 mai 2018       | 978-2-36852-641-5 |
| Le tome 14 (ISBN 978-4-06-397040-1) est également sorti en édition limitée.Liste des chapitres : - 97 : Les dieux du vide au marché aux puces - 98 : Saint Godzilla - 99 : La divinité de garde - 100 : Message in a bag - 101 : Dehors les saints, dedans les démons ! - 102 : Destinataire : tout-puissant - 103 : Je ne suis pas un chauffeur, mais un pilote ! |                   |                   |                   |                   |
| 15 | 22 juin 2018      | 978-4-06-511313-4 | 9 mai 2019        | 978-2-36852-737-5 |
| Le tome 15 (ISBN 978-4-06-511313-4) est également sorti en édition limitée.Liste des chapitres : - 104 : Sainte-Baraque - 105 : Douze saints en colère - 106 : Esclave des cartons de livraison - 107 : Les dieux du foyer - 108 : Les saints diseurs - 109 : L'odeur des millénaires - 110 : Joyeux anniversaire de Noël ! |                   |                   |                   |                   |
| 16 | 22 novembre 2018  | 978-4-06-513787-1 | 28 mai 2020       | 978-2-36852-949-2 |
| Le tome 16 (ISBN 978-4-06-511314-1) est également sorti en édition limitée.Liste des chapitres : - Épisode spécial : Mes saints anges - 111 : Coiffe festive - 112 : Le charme de l'usé - 113 : Activation, présentation, identification - 114 : Neige de printemps - 115 : Les descendants de Mathusalem - 116 : OK Esprit, es-tu là ? - 117 : Achats groupés - 118 : Vos idoles vous adorent - 119 : Annonciation sous haute surveillance - 120 : Pèlerinage en live                   |                   |                   |                   |                   |
| 17 | 23 juillet 2019   | 978-4-06-516515-7 | 12 mai 2021       | 978-2-38071-113-4 |
| Le tome 17 (ISBN 978-4-06-516517-1) est également sorti en édition limitée. |                   |                   |                   |                   |
| 18 | 22 mai 2020       | 978-4-06-519418-8 | 10 février 2022   | 978-2-38-071261-2 |
| Le tome 18 (ISBN 978-4-06-519417-1) est également sorti en édition limitée. |                   |                   |                   |                   |
| 19 | 23 mars 2021      | 978-4-06-522540-0 | 8 septembre 2022  | 978-2-38-071302-2 |
| Le tome 19 (ISBN 978-4-06-522565-3) est également sorti en édition limitée. |                   |                   |                   |                   |
| 20 | 22 juillet 2022   | 978-4-06-528557-2 | 14 septembre 2023 | 978-2-38-071535-4 |
| Le tome 20 (ISBN 978-4-06-528558-9) est également sorti en édition limitée. |                   |                   |                   |                   |
| 21 | 22 mars 2024      | 978-4-06-534952-6 | 14 novembre 2024  | 979-1-04-201454-4 |
| Le tome 21 (ISBN 978-4-06-534953-3) est également sorti en édition limitée. |                   |                   |                   |                   |
| 22 | 23 juillet 2025   | 978-4-06-540034-0 |                   |                   |
| Le tome 22 (ISBN 978-4-06-540033-3) est également sorti en édition limitée. |                   |                   |                   |                   |

## Anime
La production du film d'animation a été annoncée en septembre 2012. Il est réalisé par le studio A-1 Pictures et est sorti le 10 mai 2013 au Japon. Il est sorti en Blu-ray et DVD le 23 octobre 2013.
Un premier OAV, produite par la même équipe que le film, est également sortie avec le volume 8 du manga le 3 décembre 2012, et un second avec le volume 9 du manga le 23 août 2013.

## Réception
En 2009, le manga est sélectionné pour le Prix Manga Taishō. La même année, il est classé dixième des mangas les plus vendus au Japon avec 2,6 millions d'exemplaires écoulés. La même année, il a reçu le Prix culturel Osamu Tezuka de l'histoire courte. La série est également nommée en sélection officielle du Festival d'Angoulême 2012.

### Édition japonaise
Kōdansha
1. 1 2  (ja) « Tome 1 ».
2. 1 2  (ja) « Tome 2 ».
3. 1 2  (ja) « Tome 3 ».
4. 1 2  (ja) « Tome 4 ».
5. 1 2  (ja) « Tome 5 ».
6. 1 2  (ja) « Tome 6 ».
7. 1 2  (ja) « Tome 7 ».
8. 1 2  (ja) « Tome 8 ».
9. 1 2  (ja) « Tome 8 – Édition collector ».
10. 1 2  (ja) « Tome 9 ».
11. ↑  (ja) « Tome 9 – Édition collector ».
12. 1 2  (ja) « Tome 10 ».
13. ↑  (ja) « Tome 10 – Édition spéciale ».
14. 1 2  (ja) « Tome 11 ».
15. ↑  (ja) « Tome 10 – Édition spéciale ».
16. 1 2  (ja) « Tome 12 ».
17. ↑  (ja) « Tome 12 – Édition spéciale ».
18. 1 2  (ja) « Tome 13 ».
19. ↑  (ja) « Tome 13 – Édition spéciale ».
20. 1 2  (ja) « Tome 14 ».
21. ↑  (ja) « Tome 14 – Édition spéciale ».
22. 1 2  (ja) « Tome 15 ».
23. ↑  (ja) « Tome 15 – Édition spéciale ».
24. 1 2  (ja) « Tome 16 ».
25. ↑  (ja) « Tome 16 – Édition spéciale ».
26. 1 2  (ja) « Tome 17 ».
27. ↑  (ja) « Tome 17 – Édition spéciale ».
28. 1 2  (ja) « Tome 18 ».
29. ↑  (ja) « Tome 18 – Édition spéciale ».
30. 1 2  (ja) « Tome 19 ».
31. ↑  (ja) « Tome 19 – Édition spéciale ».
32. 1 2  (ja) « Tome 20 ».
33. ↑  (ja) « Tome 20 – Édition spéciale ».
34. 1 2  (ja) « Tome 21 ».
35. ↑  (ja) « Tome 21 – Édition spéciale ».
36. 1 2  (ja) « Tome 22 ».
37. ↑  (ja) « Tome 22 – Édition spéciale ».

### Édition française
Kurokawa
1. 1 2  (fr) « Tome 1 ».
2. 1 2  (fr) « Tome 2 ».
3. 1 2  (fr) « Tome 3 ».
4. 1 2  (fr) « Tome 4 ».
5. 1 2  (fr) « Tome 5 ».
6. 1 2  (fr) « Tome 6 ».
7. 1 2  (fr) « Tome 7 ».
8. 1 2  (fr) « Tome 8 ».
9. 1 2  (fr) « Tome 9 ».
10. 1 2  (fr) « Tome 10 ».
11. 1 2  (fr) « Tome 11 ».
12. 1 2  (fr) « Tome 12 ».
13. 1 2  (fr) « Tome 13 ».
14. 1 2  (fr) « Tome 14 ».
15. 1 2  (fr) « Tome 15 ».
16. 1 2  (fr) « Tome 16 ».
17. 1 2  (fr) « Tome 17 ».
18. 1 2  (fr) « Tome 18 ».
19. 1 2  (fr) « Tome 19 ».
20. 1 2  (fr) « Tome 20 ».
21. 1 2  (fr) « Tome 21 ».